# Слизиньский, Ежи

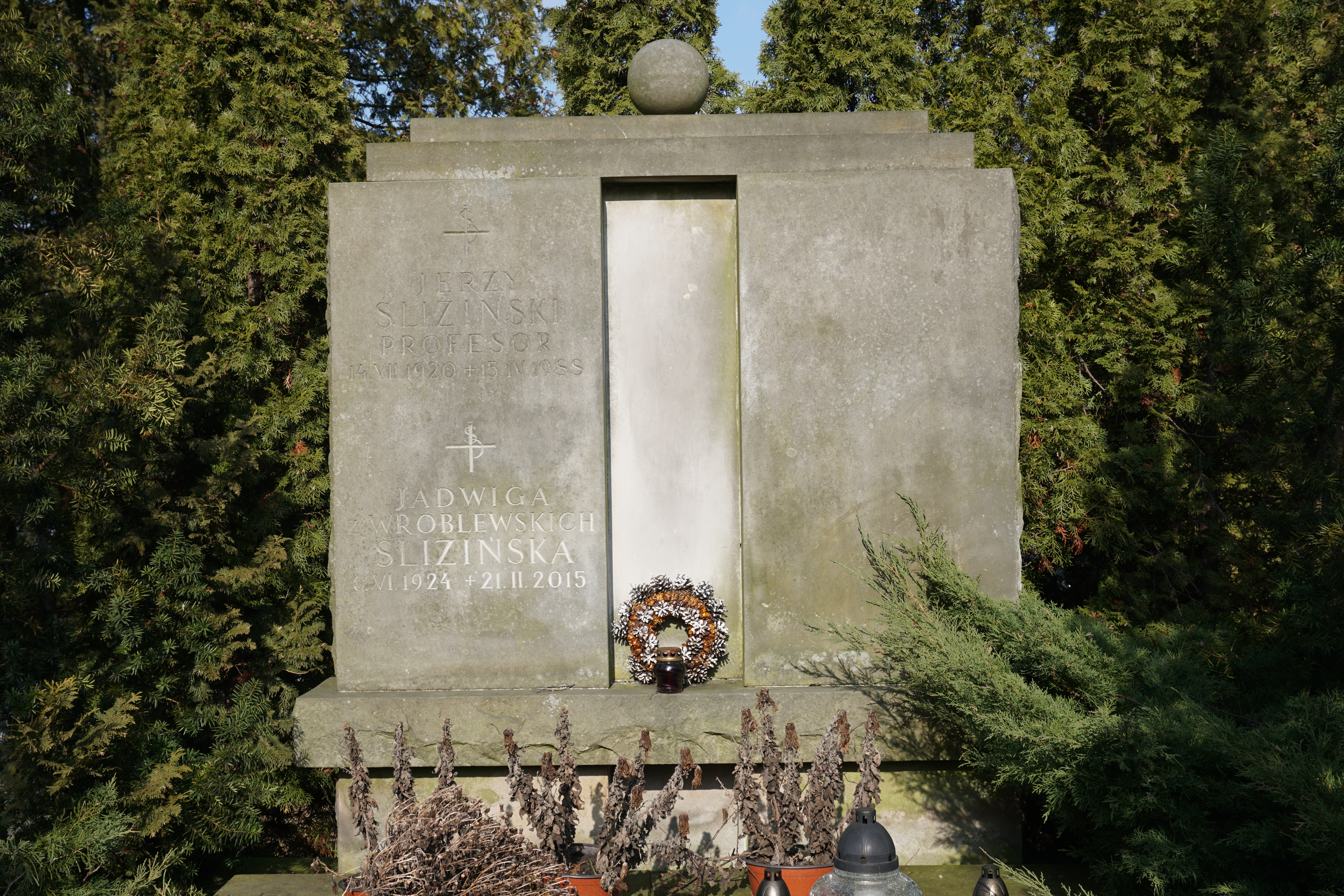
Могила профессора Е. Слизиньского на кладбище в Милянувеке

Ежи Слизиньский (пол. Jerzy Śliziński, 14 июля 1920, Усти-над-Лабем, Усти-над-Лабем — 15 апреля 1988, Варшава) — славист, писатель, исследователь славянского фольклора.

## Биография
Ежи родился в Чехии. Он изучал востоковедение в Карловом университете в Праге, позже продолжил эти же занятия в Варшавском университете, где получил степень магистра. После окончания университета он женился на польке и работал в Министерстве культуры и искусства, где преподавал чешский язык в Славянской семинарии. В конце 1940-х годов он нашёл неизвестную переписку Болеслава Яблоньского, на основе которой написал докторскую диссертацию. В 1956 году ему было присвоено звание доцента, а в 1986 году — профессора. Он долгое время работал в Институте славистики Польской академии наук и Варшавском университете.
Он проводил исследования деятельности чешских братьев в Польше и славянского фольклора. Большую часть его научных достижений составили исследования славянского меньшинства в Германии — лужичан. Ежи Слизиньский издал в ГДР сборник лужицких сказок, которые он собрал во время самостоятельных поисков в лужицких деревнях.
Он был редактором издания «Братья Гримм и фольклор славянских народов» (Вроцлав, 1989). Он также опубликовал сборник материалов научной сессии, посвящённой связям литературы Польши и Лужицы, под названием «Польско-лужицкие литературные связи» и разработал сборник статей под названием «Славянская литература о Второй мировой войне» – Вроцлав, 1973.
В 1973 году проф. Слизиньский организовал в Варшаве международную конференцию, посвящённую великому лужицкому поэту Якубу Барт-Чишинскому.
Его дочь — искусствовед и куратор Милада Слизиньска.
Умер 15 апреля 1988 года в Варшаве. Похоронен на кладбище в Милянувеке.

## Труды
- Jan III Sobieski w literaturze narodów Europy (Ян III Собеский в литературе европейских народов), Warszawa 1979.
- Lenartowicz wśród Słowian zachodnich (Ленартович среди западных славян), Kraków 1972.